# Hakon Børresen
Axel Ejnar Hakon Børresen (né le 2 juin 1876 à Copenhague – mort le 6 octobre 1954 dans la même ville) est un compositeur danois.

## Biographie
Børresen est issu d'une famille de commerçants. Enfant, il a pris des leçons de violon, de violoncelle et de piano. Lorsque Børresen a manifesté clairement à son père qu'il désirait devenir compositeur, ce dernier l'a fait entrer au Conservatoire Royal du Danemark en 1895. Là il a étudié la composition avec Johan Svendsen. Après avoir pris de nouvelles leçons particulières, il a écrit sa première symphonie qui a été créée en privé en 1901. Ont suivi des voyages en Allemagne, France et Belgique, au cours desquels il a noué de nombreuses relations. À partir de 1902, sa vie s'est déroulée entre Copenhague et Skagen où il a maintenu une résidence secondaire. Børresen a été un important organisateur de festivals de musique au Danemark et a occupé le poste de président de l'Union danoise des compositeurs entre 1924 et 1949. À la fin de sa vie, il était considéré comme un des plus importants musiciens du Danemark. Son opéra The Royal Guest est considéré comme le meilleur opéra danois du XXe siècle et ses œuvres de musique de chambre, bien que peu nombreuses, ont reçu les éloges de la critique.

## Œuvres
Orchestre
- Symphonie no 1 en ut mineur op. 3 (1900)
- Symphonie no 2 en la majeur op. 7 "The Ocean" (1904)
- Symphonie no 3 en ut majeur op. 21 (1925/26)
- Concerto pour violon en sol majeur op. 11 (1904)
- The Normans, ouverture de concert op. 16 (1912, rév. 1935)
- Sérénade en ut majeur pour cor, cordes et percussion (1944)
- Nordic Folkmelodies, pour orchestre à cordes (1949)

Musique vocale
- Différentes mélodies (Lieder) et œuvres chorales

Scène
- The Royal Guest, opéra (1919)
- Kaddara, opéra (1921)
- Tycho Brahe's Dream, ballet (1924)

Musique de chambre
- Quatuor à cordes no 1 en mi mineur op. 20 (1913)
- Quatuor à cordes no 2 en ut mineur (1939)
- Sextuor à cordes en sol majeur op. 5 (1901)
- Sonate pour violon et piano en la mineur, op. 13 (1907)
- Romance pour violoncelle et piano en ré majeur op. 4 (1902)

Piano
- Diverses pièces de circonstance

### Catalogue chronologique
- 1895. Thor kører til Jotunheim, pour orchestre, op. 1 (œuvre d’élève).
- c.1900. Mélodies (Sange), op. 2.
- 1901. Symphonie n° 1 en do mineur, op. 3.
- 1901. Sextuor à cordes en sol majeur, op. 5.
- 1903. Romance pour piano et violoncelle/orchestre, op. 4.
- 1903. Sextuor à cordes, op. 5.
- 1903. Polonaise en do majeur, op. 6. « Pour grand orchestre au maître Jean Boldini ». Commencé à Paris.
- 1904. Symphonie n° 2 en la majeur "Havet (La Mer)", op. 7
- 1904. Concerto pour violon et orchestre en sol majeur, op. 11.
- 1905. Mélodies (Sange) d’après J.P. Jacobsen, op. 8.
- 1906. Klavierstücke, op. 10.
- 1907. Sonate pour piano, op. 9.
- 1907. Sonate pour violon et piano en la mineur, op. 13.
- 1908. Mélodies (Sange), op. 12.
- 1909. Marche Funèbre pour les funérailles de Krøyer.
- 1910. Morceaux pour piano, op. 14.
- 1911. Heimars Sang pour baryton et orchestre, op. 15
- 1912. Nomannerne (Les Normands), ouverture pour orchestre, op. 16, révision 1935.
- 1912. Deux pièces pour violoncelle et piano (Élégie et Sérénade), op. 17. Dédiées à Pablo Casals.
- 1912. Prélude pour orgue, op. 18.
- 1913. Prélude pour le 500e anniversaire de la ville de Skagen.
- 1913. Chœurs pour voix d'hommes, op. 19.
- 1913. Quatuor à cordes n° 1 en do mineur, op. 20.
- 1919.  Den Kongelige Gæst (L’Invité royal). Prélude et opéra.
- 1921. Kaddara, opéra.
- 1924. Tycho Brahe Drøm (Le Rêve de Tycho Brahe), musique de ballet.
- 1925-1926. Symphonie n° 3 en do majeur, op. 21.
- 1927. Festmusik, op. 22.
- 1930. Historien om en moder (L’Histoire d’une mère), mélodrame. d’après le texte de Hans Christian Andersen.
- 1932. Musique pour la pièce de Kai Munk, Cant.
- 1932. Musique pour la pièce de Axel Juel, Knud Lavard.
- 1932. Mod døden, pour orchestre à cordes.
- 1936. Farende Sanger, pour chœur et orchestre.
- 1936. Chœurs pour voix d'hommes, op. 24.
- 1937. Hamlet, ouverture, op. 25.
- 1938. Chœurs pour voix d'hommes, op. 26.
- 1939. Quatuor à cordes n° 2 en do mineur.
- 1944. Sérénade pour cor, cordes et timbales.
- 1949. Airs populaires nordiques pour orchestre à cordes.

## Source
- (en) Cet article est partiellement ou en totalité issu de l’article de Wikipédia en anglais intitulé « Hakon Børresen » (voir la liste des auteurs).